# Miguel Faus
Miguel Faus (Barcelona, 1992) es un director de cine, guionista y productor español, nominado al Goya. Su primer cortometraje, The Death of Don Quixote, recibió el Méliès de Plata al mejor cortometraje Europeo en el 51.º Festival de Sitges. En 2024 presenta su primer largometraje, Calladita, que adapta su cortometraje homónimo y que destaca por ser la primera película Europea financiada con NFTs (non-fungible tokens).

## Trayectoria
Mientras estudiaba empresariales en Barcelona, Faus empezó una breve trayectoria de crítico cinematográfico en las revistas Jot Down y Miradas de Cine, entrevistando a varios grandes cineastas con Pawel Pawlikowski, Olivier Assayas, Pedro Costa o Albert Serra.
En 2017 se fue a estudiar cine en la London Film School, donde realizó los cortometrajes The Death of Don Quixote y Calladita, este último su proyecto de graduación del máster. El cortometraje Calladita (2020) se estrenó en el Festival de Málaga y en el Palm Springs Shortfest, y posteriormente fue adquirido por HBO Max en EE. UU..
En 2021, Faus fue seleccionado por la revista Variety entre los "10 cineastas españoles a seguir".
En 2022 lanzó una pionera campaña de micro-mecenazgo con el objetivo de financiar su primer largometraje, Calladita, mediante una colección de NFTs en la blockchain de Ethereum. Los NFTs de Calladita eran fotogramas del cortometraje original, y se vendieron más de 1.200 a alrededor de 600 coleccionistas de todo el mundo, recaudando finalmente más de 750.000€ y convirtiendo a Calladita en la primera película europea en financiarse de esta forma innovadora.
El éxito de esta disruptiva forma de financiación ha llevado a Faus a ser invitado a dar conferencias en eventos de cine y de web 3.0 por todo el mundo, desde el Marché du Film del Festival de Cannes hasta Nueva York y Los Ángeles.
En 2023, durante su fase de postproducción, Calladita recibió un premio de posproducción en el Festival de Sundance, otorgado por el cineasta americano Steven Soderbergh, que se convirtió en asesor de la película y ostenta un crédito de "Presented By".
Calladita se estrenó mundialmente en el Festival de Tallin en 2023, y luego en el Festival de Málaga en 2024. Tuvo su estreno en cines españoles en mayo de 2024,mientras siguió recorriendo festivales por todo el mundo. Las primeras críticas de Calladita fueron muy positivas, como por ejemplo la de Wendy Ide en Screendaily: "esta lograda ópera prima combina un tono distintivo y un impactante sentido visual con una actuación fuera de serie de Paula Grimaldo". 
En septiembre de 2024 Calladita se estrenó en Netflix España, donde se convirtió en un solo día en la película más vista de la plataforma, puesto en el que aguantó durante más de una semana.
Miguel Faus recibió una nominación en los 39 Premios Goya, como Mejor Director Novel por Calladita. También fue nominado a dos Premis Gaudí: Mejor Dirección Novel y Mejor Guion Adaptado. 

## Filmografía
- 2018 - The Death of Don Quixote (cortometraje, 13')
- 2020 - Calladita (cortometraje, 15')
- 2023 - Calladita (largometraje, 92')

## Premios y distinciones
- 2018 - Mejor cortometraje Europeo (Méliès d'Argent) en el Festival de Sitges.
- 2020 - WarnerMedia Ibero-american award Runner-Up en el Festival de Miami.
- 2023 - 1st Andrews / Bernard Award by Steven Soderbergh & Decentralized Pictures
- 2024 - Nominado en los 39 Premios Goya a la Mejor Dirección Novel por Calladita
- 2024 - Nominaciones en los 17 Premis Gaudí por Calladita: Mejor Dirección Novel y Mejor Guion Adaptado
- 2024 - Mejor Película en el Riviera International Film Festival para Calladita